# Синсэн (станция)
Станция Синсэн (яп. 神泉駅 синсэн эки) — железнодорожная станция на линиях Инокасира, расположенная в специальном районе Сибуя, Токио. На станции останавливаются только местные(local) поезда. Станция расположена в десяти минутах ходьбы от конечной станции линии Инокасира — станции Сибуя. На станции установлены автоматические платформенные ворота.

## Окрестности станции
Местность хорошо известна как место концентрации отелей любви, хотя в последнее время появляется всё больше ресторанов, баров и традиционных японский питейных заведений типа идзакая. Синсэн так же известна своими галереями и художественными студиями.

## Планировка станции
2 пути и 2 боковые платформы.
| 1 | ■ Линия Инокасира | Симо-Китадзава ・ Мэйдаймаэ ・ Эйфукутё ・ Кугаяма ・ Китидзёдзи |
| 2 | ■ Линия Инокасира | Сибуя                                                            |

## Близлежащие станции
| «                           |  | Линия           |  | »               |
| --------------------------- |  | --------------- |  | --------------- |
| Сибуя                       |  | Линия Инокасира |  | Комаба-Тодаймаэ |
| Express: не останавливается |  |                 |  |                 |